# Bürgerball-Polka
Bürgerball-Polka, op. 145, är en polka av Johann Strauss den yngre. Den framfördes första gången den 14 februari 1854 i Wien.

## Historia
Inom ramen för karnevalen 1854 ingick en "Medborgarbal" som avhölls på Alla hjärtans dag i Redoutensaal i det kejserliga slottet Hofburg. Kejsar Frans Josef I försökte närma sig borgarklassen genom att ge dem tillgång till slottet och balsalen. Samma dag hölls även en "Konstnärsbal" i Sofiensäle där en annan av Strauss polkor uruppfördes: Musen-Polka. Orkestern fick dela upp sig så de kunde spela på de båda ställena samtidigt.

## Om polkan
Speltiden är ca 2 minuter och 31 sekunder plus minus några sekunder beroende på dirigentens musikaliska tolkning.